# Dům U Kohouta
Bývalý Dům U Kohouta, U Kokota, také Penížkovský, nebo U velkého kohouta (pro odlišení od jiných domů téhož znamení) je gotický měšťanský dům na Staroměstském náměstí čp. 2 v Praze na Starém Městě, od roku 1835 součást Staroměstské radnice a od roku 1962 součást komplexu budov Národní kulturní památky Staroměstská radnice.

## Historie a popis
Dům stál jako čtvrtý na západní straně v řadě radničního špalíčku, vedle domu Mikšova, kramáře Křížek a domu Wolflina od Kamene.
Z let 1306 a 1342 pocházejí první písemné zprávy o majiteli domu vedle radnice, Johlinu Bavorovi, příbuzném Wolflina od Kamene. Byl výrobcem svíček a dům za služby získal od krále Jana Lucemburského. Dům po něm zdědili synové Kryštofor (Cristoforus) a Jakš (Jaxo). Dále zde po dvě generace bydlela rodina Kotků či Chotků, pravděpodobně přesmyčkou ze jména Kotek na Kokot se roku 1480 poprvé (v žádosti o stavbu štítové zdi domu) objevilo označení U Kokota, tj. U Kohouta. V roce 1503 je výslovně uvedeno, že na tomto rohovém domě je namalován velký kohout.. Po majitelích z let 1503–1540 se pak dům dlouho nazýval Penížkovský.
Pro radnici byl dům zakoupen až roku 1835.

## Popis
Dům na typické úzké středověké parcele je dvoutraktový. Nejstarší doklady o stavbě kamenného domu v románském slohu z počátku 13. století přinesl stavebně historický průzkum v 50. letech 20. století. Ve dvorním traktu (severním, směrem ke kostelu sv. Mikuláše) byly zdokumentovány dvě románské prostory z opukového kvádříkového zdiva s křížovými klenbami, nynější sklepy. Společně s románským dvorcem U Zlatého bažanta (čp. 9-10/I na Malém náměstí) a z větší části zbouranou Andělskou kolejí čp.16/I patřil dům U Kohouta k nejstarším domům Staroměstského tržiště, snad byl původně součástí dvorce.
Jižní fasáda do Staroměstského náměstí je jednoduchá klasicistní, dvouosá se dvěma dvojicemi sdružených renesančních oken a dvoupatrová. Završuje ji jednoduchý štít se dvěma okénky a trojbokým tympanonem.
V dálkových pohledech z Malého náměstí je dům U Kohouta zcela zakryt předsunutým domem U Minuty. Dvorní (severní) fasáda je třípatrová, ve druhém patře se kromě dvou novodobých oken dochovalo jedno gotické okno s půlkruhovým záklenkem.
Interiéry nadzemních podlaží byly vesměs vícekrát přestavovány.